# Comuna Kozînți, Lîpoveț
Kozînți (în ucraineană Козинці) este o comună în raionul Lîpoveț, regiunea Vinnița, Ucraina, formată din satele Kobîlnea, Kohanivka, Kozînți (reședința) și Sverdlivka.

## Demografie
Componența lingvistică a satului Kozînți
     Ucraineană (98,79%)
     Alte limbi (1,15%)
Conform recensământului din 2001, majoritatea populației satului Kozînți era vorbitoare de ucraineană (98,79%), existând în minoritate și vorbitori de alte limbi.